# Арги-Паги (платформа)
Арги-Паги — остановочный пункт Сахалинского региона Дальневосточной железной дороги. Расположена в 4 километрах от одноимённого посёлка на перегоне Альба — Ныш.

## История
Платформа открыта в 1979 году в составе пускового участка Тымовск — Ноглики.

## Деятельность
На остановочном пункте осуществляется остановка грузо-пассажирского поезда № 951 сообщением Тымовск — Ноглики. Скорый поезд № 001/002 сообщением Южно-Сахалинск — Ноглики проходит платформу по главному пути без остановки.